# Општина Арђетоаја (Долж)
Арђетоаја (рум. Argetoaia) општина је у Румунији у округу Долж.
Oпштина се налази на надморској висини од 173 m.